# Gorski izwor (obwód Chaskowo)
Gorski izwor (bułg. Горски извор) – wieś w południowej Bułgarii, w obwodzie Chaskowo i gminie Dimitrowgrad.
Wieś znajduje się na trasie E80 i jest położona 15 km na zachód od miasta Chaskowo.